# Kim Magnusson (Radsportler)
Kim Magnusson (* 31. August 1992 in Skövde) ist ein schwedischer Radrennfahrer.
Magnusson begann seine Profi-Karriere 2014 beim Team Vini Fantini-Nippo. 2017 und 2020 wurde er schwedischer Meister im Straßenrennen.
Kim Magnusson ist der Sohn von Glenn Magnusson, welcher von 2016 bis 2001 professioneller Radsportler war.

## Erfolge
2017
- Schwedischer Meister im Straßenrennen

2020
- Schwedischer Meister im Straßenrennen